# Grujot et Délicat
Grujot et Délicat est une série télévisée jeunesse canadienne en plus d'une centaine d'épisodes scénarisée par Jean Besré et Clémence DesRochers et diffusée entre le 5 avril 1968 et le 30 mai 1975 à la Télévision de Radio-Canada. Les personnages de cette série sont nés dans La Boîte à Surprise. Les épisodes de la période 1967-1968 de La Boîte à Surprise ont été intégrés dans la série Grujot et Délicat.

## Synopsis
L'histoire se déroule à Saucissonville, une ville peuplée presque exclusivement de chiens. Aux commandes de la ville, on retrouve le chien maire Grujot (Lise Lasalle) et son collègue Délicat (Gisèle Mauricet), élus ex aequo dès la première émission. 
Dans cette ville on retrouve : le fox-terrier Tommie L'Écossais (François Tassé) avec son kilt et son tonneau de whisky, Mademoiselle Sainte Bénite (Clémence DesRochers) une vieille fille qui est l'amoureuse de Tommy et le chien échevin Sourdine (Benoît Girard), le doyen sourd comme un pot. Grujot est le plus intelligent des chiens, il doit souvent sortir du trouble son ami Délicat qui lui est plutôt simpliste, mais qui fourmille d'idée (qu'il annonce toujours en disant: "C'est comme l'œuf de Friscotte Colomb"). Ils reçoivent souvent la visite de la chatte Chatonne (Monique Joly) une résidente de Miouville. Elle et Délicat sont amoureux.
La vie à Saucissonville est bien amusante. On y découvre des aventures de tous genres et les deux amis chiens sont toujours là pour sauver la situation !

## Origine des personnages
Selon La Semaine à Radio-Canada , nous pouvons retracer durant la saison 1959-1960 de La Boîte à Surprise les premières apparitions des personnages de Théodule l’ourson et Stanislas le lapin respectivement personnifiés par les comédiennes Lise Lasalle et Gisèle Mauricet. Ces personnages sont présentés jusqu'à la saison 1963 - 1964. Lorsque présent à l'émission, chaque prestation des personnages durait entre 10 et 15 minutes. Ils évoluaient dans un univers assez simple avec quelques fois un comédien invité. Ils seront les précurseurs de Grujot et Délicat.
Selon La Semaine à Radio-Canada et Ici Radio-Canada , à compter de la saison 1965-1966 et jusqu'à la saison 1966-1967, nous retrouvons de nouveau Lise Lasalle et Gisèle Mauricet qui camperont cette fois-ci respectivement les personnages de Grujot et Délicat. Le format de La Boîte à Surprise reste le même durant cette période. Dans le coffret DVD La Boîte à souvenirs: Volume 1, Classique jeunesse de Radio-Canada, distribué en 2008, nous retrouvons dans le disque 1, un épisode de cette période. Il s'agit de Grujot et Délicat: Le silence et le bruit suivi de Histoire du petit tambour.
Pour la saison 1967-1968, à partir du mois d'octobre 1967, le format de La Boîte à Surprise est modifié. Désormais, Monsieur Surprise ne fait plus l'animation et on ne présente qu'une seule série par épisode qui dure de 20 à 25 minutes. Chaque épisode commence avec le générique de La Boîte à Surprise. Grujot et Délicat évolue alors dans un décor plus complexe avec d'autres personnages qui reviennent à presque tous les épisodes. 
Durant la saison 1968-1969 et juste à la fin de la série, Grujot et Délicat commencera avec son propre générique et se terminera avec son propre crédit. Il n’est plus fait mention de La Boîte à Surprise et Monsieur Surprise n’y apparaît plus. Durant cette période, les épisodes réalisés durant la période 1967-1968 seront rediffusés en utilisant le nouveau générique et crédit propre à la série.
Vers la saison 1968-1969, le passage de l'enregistrement en noir et blanc à la couleur nécessite la construction d'un nouveau décor et la confection de costumes appropriés.

## Distribution
- Clémence DesRochers : Mlle Ste-Bénite
- Benoît Girard : Chien Échevin Sourdine
- Monique Joly : Chatonne
- Suzanne Langlois : Mme Rossignolet des Bois
- Lise Lasalle : Grujot
- Gisèle Mauricet : Délicat
- François Tassé : Tommy (ou Tommie, selon les sources) l'Écossais
- Lionel Villeneuve
- André Montmorency : Belzébuth (1968-1971)
- Yvon Thiboutot : Belzébuth (1968)

## Liste des épisodes
Le premier épisode de Grujot et Délicat a été diffusé, dans le cadre de La Boîte à Surprise, le 5 avril 1968. Cependant, le titre de l'épisode n’était pas indiqué.
1. Le Concours de beauté. Diffusion : le vendredi 14 juin 1968, à 16:30.
2. La Réflexion. Diffusion : le vendredi 21 juin 1968, à 16:30.
3. L’Attaque de Miouville. Tous les chiens de Saucissonville se préparent à l’attaque de leur ville par les chats de Miouville. Heureusement, Sourdine connaît Belzébuth et arrêtera le projet. Avec: Lise Lasalle : Grujot; Gisèle Mauricet : Délicat; Clémence DesRochers : Mlle. Ste-Bénite; François Tassé : Tommy L'Écossais; Benoit Girard : Chien Échevin Sourdine et Yvon Thiboutot : Belzébuth. Texte : Jean Besré. Musique : Herbert Ruff. Maquillages : Julia. Costumes : Fernand Rainville. Bricolages : Marianne Séguin. Directeur Artistique : Hubert Van de Walle. Éclairage : André Nepveu. Effets Sonores : Bernand Têtu. Direction Technique : Jean Laliberté. Réalisation : Aime Forget. Production : Radio-Canada. Diffusion : le vendredi 20 septembre 1968, à 16:30.
4. Les Membres du Conseil. Diffusion : le vendredi 27 septembre 1968, à 16:30.
5. La Photo. Diffusion : le mercredi 16 octobre 1968, à 16:30.
6. La Grippe espagnole. Diffusion : le mercredi 23 octobre 1968, à 16:30.
7. Chambre 444. Diffusion : le mercredi 30 octobre 1968, à 16:30.
8. La Marguerite. Diffusion : le mercredi 6 novembre 1968, à 16:30.
9. La Fête à Saucissonville. Diffusion : le mercredi 13 novembre 1968, à 16:30.
10. Le Piano à queue. Diffusion : le mercredi 20 novembre 1968, à 16:30.
11. La Puce. Diffusion : le mercredi 27 novembre 1968, à 16:30.
12. Le Chef-d'œuvre. Grujot achète investi dans une toile promettant un bon rendement mais découvre que Délicat peut peindre des toiles identiques. Avec : Lise Lasalle : Grujot; Gisèle Mauricet : Délicat et Clémence DesRochers : Mlle. Ste-Bénite. Texte : Jean Besré. Musique : Herbert Ruff. Décors : Pierre Major. Illustrations : Lise Pepin. Costumes : Christiane Chartier. Maquillages : Julia. Effets Sonores : Georges Legendre. Prise de son : Marcel Belleville. Direction Technique : Jean-Maurice Faucher. Réalisation : James Dormeyer. Production : Radio-Canada. Diffusion : le lundi 14 avril 1969, à 16:30.
13. Le Bistrot. Diffusion : le lundi 21 avril 1969, à 16:30.
14. Le Salut au drapeau. Diffusion : le lundi 28 avril 1969, à 16:30.
15. L’Étoile de demain. Diffusion : le lundi 5 mai 1969, à 16:30.
16. Le Bout de queue de chien. Diffusion : le lundi 12 mai 1969, à 16:30.
17. La Peine d’ennui. Diffusion : le lundi 26 mai 1969, à 16:30.
18. Le Caprice de Chatonne. Diffusion : le lundi 2 juin 1969, à 16:30.
19. Toubib or not Toubib. Diffusion : le lundi 9 juin 1969, à 16:30.
20. La Fête au poulet. Diffusion : le lundi 16 juin 1969, à 16:30.
21. Histoire d’eau. Diffusion : le lundi 23 juin 1969, à 16:30.
22. Les Associés. Diffusion : le lundi 7 juillet 1969, à 16:30.
23. L’Enlèvement de Délicat. Diffusion : le lundi 14 juillet 1969, à 16:30.
24. Sammie Doolittle Junior. Diffusion : le lundi 28 juillet 1969, à 16:30.
25. Les Baguettes chinoises. Diffusion : le lundi 1er septembre 1969, à 16:30.
26. Le Grand Déplacement. Diffusion : le lundi 8 septembre 1969, à 16:30.
27. Monsieur Rutheboeuf. Diffusion : le lundi 15 septembre 1969, à 16:30.
28. Le Thé menteur. Diffusion : le lundi 22 septembre 1969, à 16:30.
29. Gymnastique et santé. Diffusion : le lundi 13 octobre 1969, à 16:30.
30. Le Voyage pour deux. Diffusion : le lundi 20 octobre 1969, à 16:30.
31. Une peur bleue. Diffusion : le lundi 3 novembre 1969, à 16:30.
32. Lichastoulitoutou. Diffusion : le lundi 10 novembre 1969, à 16:30.
33. Tommie, chien de race. Diffusion : le lundi 17 novembre 1969, à 16:30.
34. Dans les petits sentiers d’automne. Diffusion : le lundi 1er décembre 1969, à 16:30.
35. How to Speak English. Diffusion : le lundi 15 décembre 1969, à 16:30.
36. Les Sept Petits Pères Noël. Diffusion : le lundi 22 décembre 1969, à 16:30. Lors de la rediffusion, le 20 décembre 1973, Ici Radio-Canada[6] précise : « Le jeudi 20 décembre [1973] à 16 h 30, Grujot et Délicat entraînent les jeunes dans une bien drôle d'histoire. Nos deux amis, en effet, se posent cette question: le Père Noël a-t-il quitté le pôle Nord? Impossible de le voir à l'aide d'un télescope. Que faire? Grujot, Délicat, et leurs amis Sourdine, Chatonne, Tommie et Sainte-Bénite, ont, sans se le dire, la même idée : jouer le rôle du Père Noël en empruntant son costume. Mais qu’arrivera-t-il lorsqu’ils se rencontreront tous ainsi vêtus ? Cependant, vous savez maintenant pourquoi cette émission a été intitulée « Les Sept Petits Pères Noël ». Je sais, des gens vont prendre plaisir à crier de vive voix qu'il n'est mention ici que de six Pères Noël. À ces mordus de statistiques, nous apprenons que le vrai Père Noël (pas celui des magasins à rayons) fera aussi partie de l’émission. Bon! voilà, tout additionné, cela fait sept au total »
37. La Chasse bien gardée. Diffusion : le lundi 29 décembre 1969, à 16:30.
38. Une dinde est une dinde. Diffusion : le lundi 12 janvier 1970, à 16:30.
39. Le Hot Dog. Grujot n’a plus un sou. Il décide avec Délicat de faire pousser des hot-dogs dans la terre comme si cela serait des légumes. Diffusion : le lundi 26 janvier 1970, à 16:30.
40. Le Cirque. Diffusion : le lundi 9 février 1970, à 16:30.
41. Histoire de cowboy. Diffusion : le lundi 16 février 1970, à 16:30.
42. Délicat Toutou doré. Diffusion : le lundi 2 mars 1970, à 16:30.
43. Le Chanteur de charme. Diffusion : le lundi 9 mars 1970, à 16:30.
44. La Souris. Diffusion : le lundi 23 mars 1970, à 16:30.
45. Un grand chien noir. Diffusion : le lundi 13 avril 1970, à 16:30.
46. Le Jappement universel. Diffusion : le lundi 20 avril 1970, à 16:30.
47. Les Belles Vacances. Diffusion : le lundi 27 avril 1970, à 16:30.
48. Le Vaccin. Diffusion : le lundi 4 mai 1970, à 16:30.
49. Le Couronnement. Diffusion : le lundi 11 mai 1970, à 16:30.
50. La Fièvre du printemps. Diffusion : le lundi 18 mai 1970, à 16:30.
51. La Journée du hockey. Diffusion : le lundi 25 mai 1970, à 16:30.
52. Le Cinéma en plein air. Grujot et Délicat et tous leurs amis partent au cinéma en plein air. Diffusion : le lundi 8 juin 1970, à 16:30.
53. Le Rallye. Diffusion : le lundi 15 juin 1970, à 16:30.
54. Le Monde du silence. Diffusion : le lundi 22 juin 1970, à 16:30.
55. Le Voyage à deux. Note : Il pourrait s’agir de l’épisode « Le Voyage pour deux ». Diffusion : le lundi 17 août 1970, à 16:30.
56. Les Grujot jumeaux. Diffusion : le lundi 24 août 1970, à 16:30.
57. La Puce orpheline. Diffusion : le lundi 14 septembre 1970, à 16:30.
58. C’est permis de rêver. Mlle Ste-Bénite pense qu’elle a gagné à la loterie… puis elle rêve à ce qu’elle aurait donnait à Délicat, à Chatonne, à Grujot et à Tommie si elle avait gagné. Mais c’est le chien sourdine qui rapporte le gros lot. Diffusion : le lundi 5 octobre 1970, à 16:30.
59. Le Théâtre du Nouveau Chien. Sourdine et Sainte-Bénite sont invitées à la générale de la pièce « L’Encan », opérette humaine présentée par le théâtre du Nouveau Chien. Grujot vend à l’encan, Chatonne est l’acheteuse, Tommie, l’encanteur et Délicat le chien vendu. Diffusion : le lundi 12 octobre 1970, à 16:30.
60. Le Roi a mangé la dame. Les chiens jouent aux cartes. Le roi mange la dame de Tommie. Tommie est fâché. Cette dispute impression Délicat. Chatonne indignée, refuse de jouer. Diffusion : le lundi 19 octobre 1970, à 16:30.
61. La Tornade Noëlla. Ste-Bénite est en train de peindre un tableau de Saucissonville. Arrive Noëlla, une cousine, femme active et sportive qui prend beaucoup de place. Elle décide de s’installer chez Sourdine. Avec Janine Sutto. Diffusion : le lundi 9 novembre 1970, à 16:30.
62. Le Célibataire marié. Diffusion : le lundi 16 novembre 1970, à 16:30.
63. Les Voleurs. La Caisse de la Saucisse a été dévalisée. Dans le journal on accuse les maires Grujot et Délicat d’être complices des vols. Diffusion : le lundi 23 novembre 1970, à 16:30.
64. L’Épidémie ou l’Épi de midi[7]. Une catastrophe s'abat sur la ville et même sur toute la région : une dangereuse épidémie menace la queue des chiens. Diffusion : le lundi 30 novembre 1970, à 16:30.
65. L’Achat du chat. Diffusion : le lundi 15 février 1971, à 16:30.
66. On ne lance pas de pizzas à la mafia. Diffusion : le lundi 22 février 1971, à 16:30.
67. L’Expédition lune. Diffusion : le mardi 8 juin 1971, à 16:30.
68. Le courrier du cœur. Grujot, Délicat et Mademoiselle Sainte-Bénite décide d’organiser un courrier du cœur. Quelle n’est pas leur surprise lorsqu’il constate que leur ami Tommy est victime de l’incompréhension de son propriétaire. Avec : Lise Lasalle : Grujot; Gisèle Mauricet : Délicat; Clémence DesRochers : Mlle. Ste-Bénite; François Tassé : Tommy l'Écossais; Louis Lalande et Suzanne Vertey. Texte : Clémence DesRochers. Musique : Herbert Ruff. Décors : Pierre Major. Illustrations : Lise Pepin. Bricolages : Claire Brisson. Maquillages : Julia. Effets Sonores : Georges Legendre. Prise de son : Marcel Belleville. Éclairage : Jean-Guy Gauthier. Assistant à la production : Jacques Rousseau. Script-Assistante : Francine T. Bordeleau. Direction Technique : Bertrand Clouston. Réalisation : James Dormeyer. Production : Radio-Canada. Diffusion : le mardi 6 juillet 1971, à 16:30.
69. L’Invitation. Diffusion : le mardi 13 juillet 1971, à 16:30.
70. L’Anneau magique. Diffusion : le mardi 18 avril 1972, à 16:30.
71. Le Départ. Diffusion : le mardi 25 avril 1972, à 16:30.
72. Où est le perdant de l’encan du camp. Diffusion : le jeudi 13 septembre 1973, à 16:30.
73. Maaaa!. Diffusion : le jeudi 20 septembre 1973, à 16:30.
74. L’Hôpital. Diffusion : le jeudi 27 septembre 1973, à 16:30.
75. Le Soldat, la poupée, le lapin et Bécassine. Diffusion : le jeudi 4 octobre 1973, à 16:30.
76. Les Quinze Voleurs. Diffusion : le jeudi 18 octobre 1973, à 16:30.
77. Ouf! qu’il fait chaud! Brrr! qu’il fait froid!. Diffusion : le jeudi 8 novembre 1973, à 16:30.
78. Le roi a mangé la reine. Note : il pourrait s’agit de l’épisode « Le roi a mangé la dame ». Diffusion : le jeudi 31 janvier 1974, à 16:30.
79. La Sardinia saucissolia[8] ». Diffusion : le jeudi 7 mars 1974, à 16:30.
80. La Fleur de lait Diffusion : le jeudi 14 mars 1974, à 16:30.
81. Le Nobélisque Diffusion : le jeudi 21 mars 1974, à 16:30.
82. Lèchastouli-toutou Note : il pourrait s’agir de l’épisode : « Lichastoulitoutou ». Diffusion : le jeudi 11 avril 1974, à 16:30.
83. La Pièce Diffusion : le jeudi 24 octobre 1974, à 16:30.
84. Sammy, Olette Junior Diffusion : le jeudi 7 novembre 1974, à 16:30.
85. Le Magicien Diffusion : le jeudi 2 janvier 1975, à 16:30.
86. Elizabeth Diffusion : le jeudi 9 janvier 1975, à 16:30.
87. La Vérité Diffusion : le jeudi 16 janvier 1975, à 16:30.
88. Le Château en Écosse Diffusion : le jeudi 6 février 1975, à 16:30.
89. L’Horloge magique Diffusion : le jeudi 3 avril 1975, à 16:30.
90. La Chatte bottée Diffusion : le jeudi 1er mai 1975, à 16:30.
91. Le Petit-fils Jérémie Diffusion : le jeudi 30 mai 1975, à 16:30.

La série fut en rediffusion en 1976. Nous avons relevé ces autres épisodes :
1. Paméla Diffusion : le mercredi 30 juin 1976, à 16:30.
2. Une journée comme les autres Diffusion : le mercredi 14 juillet 1976, à 16:30.
3. De la grande visite[9]. Belzébuth décide de jouer un tour aux chiens de Saucissonville en se faisant passer pour le chien-maire Poudrette de la ville de Saucissonville de France. Diffusion : le jeudi 10 novembre 1977, à 16:30.

Lors de la rediffusion de la série durant l’été 1979, nous avons relevé cet épisode :
« Du mystère dans l’air » Note : nous pensons qu’il y a eu confusion avec la série Picotine où l’on retrouve le même titre. Diffusion : le mardi 7 août 1979, à 16:30.
Source : Ici Radio-Canada - horaire de la télévision

## Commentaire
Dans un article du Journal Zoum, intitulé Aie! Aie! Mon oreille me fait mal, on apprend les détails d'un épisode de Grujot et Délicat mentionnant que cette semaine, Délicat est aux prises avec un mal d'oreille qui l'empêche de baisser son oreille et de dire C'est comme l'œuf de Friscotte Colomb!. Après plusieurs péripéties, c'est finalement Madame Sainte-Bénite qui trouve la solution: Délicat doit nettoyer ses oreilles!
Dans son livre Il était une fois Radio-Canada, Robert Roy évoque un épisode de Grujot et Délicat dans lequel Tommie rêve qu'il est en Écosse.  Ce qui a exigé de déguiser très rapidement tout le décor familier de Saucissonville avec des motifs écossais.

## Scénarisation
- Jean Besré
- Clémence DesRochers

## Réalisation
- André Bousquet
- James Dormeyer
- Jean Valade
- Jean-Pierre Sénécal

## Équipe technique
- Pierre Major : décors
- Solange Legendre : costumes
- Roger Larose : direction technique
- Henriette Mondor : script-assistante
- Marielle Lavoie : maquillages
- Gilles Perron [13] : assistant-réalisateur

## Musique
- Herbert Ruff

## Discographie et vidéographie
Disque 33 1/3 tours
Grujot et Délicat, Distribution Trans-Canada Musique Service Inc., Fantel, FA-39409. Réalisé par James Dormeyer. 1974.
VHS
McDonald’s présente « Les meilleurs émissions pour enfants », tome 1, SRC Video, 1995
- Vidéo 3 : Grujot et Délicat : 1. Le chef-d’œuvre; 2. Le courrier du cœur

Les grandes émissions jeunesse de Radio-Canada, SRC Video, année indéterminé (vers 1996)
- Volume 3 : 1. La Ribouldingue : Le gros Doudou; 2. Grujot et Délicat : L’attaque de Miouville; 3. Nic et Pic : Mystères à l’île de Pâques

Grujot et Délicat, Radio-Canada Vidéo et Imavision Distribution, Année de production à préciser
- Cassette 1 : Épisode 1. Le chef-d’œuvre; Épisode 2. Le Courrier du cœur; Épisode 3. L’attaque de Miouville

- Cassette 2 : Épisode 4. De la grande visite; Épisode 5. Le cinéma en plein air

DVD
Radio-Canada : Cinquante ans de grande télévision jeunesse, Imavision, 2007 (incluant diverses séquences d’archives inédites en DVD, biographies, quiz et synopsis)
- Disque 3 : 1. Bidule de Tarmacadam : Le combat de boxe; 2. La Ribouldingue : Une personne sonne; 3. Grujot et Délicat : Le hot-dog ; 4. Fanfreluche : La perle ; 5. Bobino : Les vacances

La Boîte à souvenirs : Volume 1, Classique jeunesse de Radio-Canada, 2008
Disque 1
La boîte à Surprise :
- Fanfreluche : Des souliers neufs pour Fanfreluche suivi de Père Noé

- Sol et Biscuit : Les nouvelles suivi de Michel le magicien

- Grujot et Délicat : Le silence et le bruit[3] suivi de Histoire du petit tambour

- Le pirate Maboule : Vite les suçons suivi de Mademoiselle

Marie Quat'Poches : La dinde farcie
Picolo : Le vin de cerises